# ルイビル海山列
ルイビル海山列（るいびるかいざんれつ　英語：Louisville seamount chain）は、太平洋南西部にある、70以上の海山からなる列。地球上最長の海山列の一つであり、長さはおよそ4300kmに達する 。太平洋南極海嶺から東北東にトンガ・ケルマデック海溝まで伸び、そこで太平洋プレートの一部としてインド・オーストラリアプレートに沈み込んでいる。この海山列は、ルイビルホットスポット上を太平洋プレートが移動することで形成された。
ルイビル海山列の存在は1972年に明らかになった。